# Саяны (село)
Сая́ны (бур. Саяан) — село в Окинском районе Бурятии. Административный центр сельского поселения «Саянское».

## География
Расположено в межгорной котловине на левом берегу реки Оки в 28 км к северо-западу от районного центра — села Орлик.

## Население
| 2002 | 2010 |
| ---- | ---- |
| 368  | ↗408 |

Большинство населения составляют буряты.